# John Scott Russell
John Scott Russell   (Glasgow, 9 de maig de 1808 - Ventnor, 8 de juny de 1882) va ser un enginyer naval escocès que construí el vaixell Great Eastern en col·laboració amb Isambard Kingdom Brunel, i va fer els descobriments que van donar origen a l'estudi modern dels solitons.

## Biografia
John Scott Russell va néixer a Parkhead, Glasgow; va estudiar a la Universitat St. Andrews i després a la de Glasgow. El 1825 va passar a ensenyar matemàtiques a la Universitat d'Edinburgh, mentre es començava a fer un nom com constructor de vaixells.
El 1844 es va traslladar a Londres, abandonant la seva carrera acadèmica, per esdevenir enginyer naval. A partir dels 1850's va dirigir, juntament amb Isambard Kingdom Brunel, la construcció del gran vaixell de vapor Great Eastern. A partir de mitjans de la dècada de 1860, va patir una sèrie d'entrebancs, que van malmetre la seva reputació. El 1865 va publicar la seva obra més notable:The Modern System of Naval Architecture, en tres volums.

## L'ona de translació
El 1834, en determinar el disseny més eficient per als vaixells que naveguen en canals, descobrí el fenomen que ell va descriure com l'ona de translació. En la mecànica de fluids, aquesta ona actualment s'anomena ona solitària o solitó.

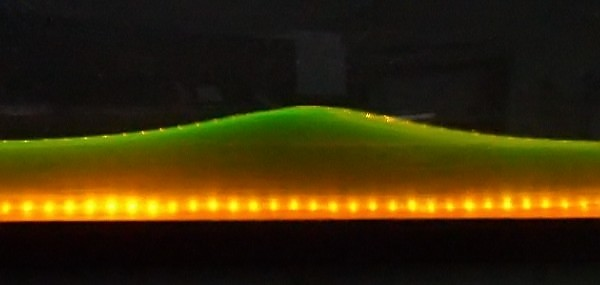
Ona solitària en un canal d'ones al laboratori

El treball experimental de Scott Russell semblava contrastar amb les teories hidrodinàmiques d'Isaac Newton i Daniel Bernoulli. Fins al 1871, no se'n va poder proporcionar una explicació.
Lord Rayleigh va publicar en el Philosophical Magazine, el 1876, un escrit en què donava suport matemàtic a les observacions experimentals de Russell.

## Efecte Doppler
Scott Russell va fer el 1848 una de les primeres observacions experimentals de l'efecte Doppler.
Va ser escollit membre de la Royal Society el juny de 1849 per la seva obra Memoirs on "The great Solitary Wave of the First Order, or the Wave of Translation", publicada en Transactions of the Royal Society of Edinburgh.